# 陽光100中國
陽光100中國控股有限公司，簡稱陽光100中國控股，以及陽光100中國（英語：Sunshine 100 China Holdings Ltd.，港交所：2608），於1992年，由易小迪（董事長）於廣西成立前身「广西万通企业有限公司」，其後在1999年轉移北京（總部）。
該集團的主要業務在中國內地經營各類房地产，為物業和土地開發、物業投資、物業管理及酒店經營。該股份在2014年3月13日於港交所主板上市。招股價為4.80港元，全球發售為500,000,000股，集資額為23.4億港元。

## 債務違約
2021年12月6日，陽光100中國公布，就2021年到期10.5%的優先票據，根據該等票據及契約的規定，所有未償還本金以及任何應計但未付利息將於12月5日到期，公司無法償還該等票據的本金及應計但未付利息，即已發生違約事件。該等票據的未償還本金總額為1.7億美元，而該等票據的應計及未付利息總額為892.5萬美元。

## 連結
- ss100.com.cn （页面存档备份，存于）